# Chloroclystis
Chloroclystis is een geslacht van vlinders uit de familie van de spanners (Geometridae).

## Soorten
Deze lijst van 265 stuks is mogelijk niet compleet.
- C. ablechra Turner, 1904
- C. acervicosta Prout, 1958
- C. acompsa Prout, 1927
- C. actephilae Prout, 1958
- C. acygonia Swinhoe, 1895
- C. admixtaria Walker, 1862
- C. alpnista Turner, 1907
- C. ambundata Prout, 1929
- C. analyta Prout, 1928
- C. androgyna Herbulot, 1957
- C. angelica Herbulot, 1968
- C. annimasi Wiltshire, 1982
- C. apotoma Prout, 1958
- C. approximata Walker, 1869
- C. aristias Meyrick, 1897
- C. athaumasta Turner, 1908
- C. atroviridis Warren, 1893
- C. atypha Prout, 1958
- C. autopepla Prout, 1958
- C. azumai Inoue, 1971
- C. biangulata Warren, 1907
- C. blanda Bastelberger, 1911
- C. boarmica Prout
- C. bosora Druce, 1888
- C. breyniae Prout, 1958
- C. bryodes Turner, 1907
- C. callinda Holloway, 1979
- C. catabares Prout, 1958
- C. catoglypta Prout, 1927
- C. celaenacris Prout, 1932
- C. celidota Turner, 1931
- C. coelica Prout, 1932
- C. coloptila Prout, 1929
- C. comorana Herbulot, 1978
- C. consobrina (Warren, 1901)
- C. consocer Prout, 1937
- C. consueta Butler, 1879
- C. continuata Warren, 1907
- C. conversa Warren, 1897
- C. costicavata de Joannis, 1932
- C. cotinaea Meyrick, 1928
- C. craspedozona Prout, 1958
- C. cristigera Warren, 1906
- C. cryptolopha Prout, 1932
- C. cuneativenis Prout, 1958
- C. cuneilinea Warren, 1906
- C. curviscapulis Prout, 1958
- C. charybdis Butler, 1879
- C. chingana Wehrli, 1927
- C. chlorocampsis Prout, 1926
- C. chlorophilata Walker, 1863
- C. decimana Vojnits, 1994
- C. decolorata Warren, 1900
- C. delosticha Turner, 1942
- C. dentatissima Warren, 1898
- C. dentifera Warren, 1906
- C. destructata Walker, 1869
- C. dexiphyma Prout, 1937
- C. diaboeta Prout, 1958
- C. diaschista Prout, 1958
- C. dilatata Walker, 1866
- C. discisuffusa Holloway, 1976
- C. dissographa Prout, 1958
- C. distigma Prout, 1958
- C. dryas Meyrick, 1891
- C. eichhorni Prout, 1958
- C. elaiachroma Bastelberger, 1908
- C. emarginaria Hampson, 1893
- C. embolocosma Turner, 1936
- C. encteta Prout, 1934
- C. epilopha Turner, 1907
- C. ericinellae (Aurivillius, 1910)
- C. erratica Philpott, 1916
- C. eugerys Prout, 1929
- C. eurylopha Turner, 1922
- C. eurymesa Prout, 1932
- C. eurystalides Prout, 1932
- C. excisa Butler, 1878
- C. exilipicta de Joannis, 1906
- C. exsanguis Warren, 1907
- C. festivata Warren, 1903
- C. filata Guenée, 1858
- C. filicata Swinhoe, 1892
- C. flaviornata Prout, 1937
- C. fragilis Warren, 1899
- C. fumipalpata Felder, 1875
- C. furva Philpott, 1917
- C. gerberae Herbulot, 1964
- C. gonias Turner, 1904
- C. grisea Warren, 1897
- C. griseorufa Hampson, 1898
- C. guttifera Turner, 1904
- C. gymnoscelides Prout, 1916
- C. halianthes Meyrick, 1907
- C. hawkinsi Wiltshire, 1982
- C. heighwayi Philpott, 1927
- C. horistes Prout, 1958
- C. humilis Philpott, 1917
- C. hypodela Prout, 1926
- C. hypopyrrha West, 1924
- C. hypotmeta Prout, 1934
- C. immixtaria Walker, 1862
- C. impudicis Dugdale, 1964
- C. inaequata Warren, 1896
- C. inductata Walker, 1862
- C. inexplicata Walker, 1866
- C. infrazebrina Hampson, 1895
- C. infusata Walker, 1866
- C. inops Warren, 1898
- C. insigillata Walker, 1862
- C. insignifica Bethune-Baker, 1913
- C. invisibilis Warren, 1907
- C. ishigakiensis Inoue, 1971
- C. isophrica Prout, 1926
- C. jansei Prout, 1937
- C. kampalensis Prout, 1937
- C. katherina Robinson, 1975
- C. kumakurai Inoue, 1958
- C. lacustris Meyrick, 1913
- C. laetitia Prout, 1937
- C. lanaris Warren, 1896
- C. laticostata Walker, 1862
- C. latifasciata de Joannis, 1932
- C. layanga Holloway, 1976
- C. lepta Meyrick, 1886
- C. leucopygata Warren, 1896
- C. lichenodes Purdie, 1887
- C. linda Robinson, 1975
- C. lita Prout, 1916
- C. luciana Prout, 1958
- C. lunata Philpott, 1912
- C. lunifera Holloway, 1979
- C. luteata Holloway, 1976
- C. macroaedeagus Holloway, 1979
- C. magnimaculata Philpott, 1915
- C. malachita Meyrick, 1913
- C. malachitis Warren, 1903
- C. mansuela Prout, 1929
- C. mariae Robinson, 1975
- C. marmorata Warren, 1899
- C. melampepla Prout, 1958
- C. melanocentra Meyrick, 1924
- C. melochlora Meyrick, 1911
- C. metallospora Turner, 1904
- C. mira West, 1929
- C. mniochroa Turner, 1904
- C. modesta Warren, 1893
- C. mokensis Prout, 1937
- C. muscosa (Warren, 1902)
- C. muscosata Walker, 1862
- C. naga Prout, 1958
- C. nanula (Mabille, 1900)
- C. nebulosa Dugdale, 1971
- C. neoconversa Inoue, 1971
- C. nereis Meyrick, 1887
- C. nigella Joannis, 1906
- C. nina Robinson, 1975
- C. nudifunda Prout, 1958
- C. obscura West, 1929
- C. obturgescens Prout, 1926
- C. oceanica Herbulot, 1962
- C. ochrea Derenne, 1932
- C. oedalea Prout, 1958
- C. olivata Warren, 1901
- C. omocydia Prout, 1958
- C. onusta Vojnits, 1994
- C. oribates Prout, 1925
- C. orphnobathra Prout, 1958
- C. palaearctica Brandt, 1938
- C. palmaria Prout, 1928
- C. palpata Walker, 1862
- C. pallidivirens Warren, 1903
- C. papillosa Warren, 1896
- C. paralodes Meyrick, 1913
- C. patinata Warren, 1897
- C. pauxillula Turner, 1907
- C. peremptata Walker, 1862
- C. periosa Turner, 1908
- C. permixta Prout, 1958
- C. phoenicophaes Prout, 1958
- C. phoenochyta Turner, 1922
- C. pitoi Clarke, 1971
- C. planiscripta Warren, 1902
- C. plicata Hampson, 1912
- C. plinthina Meyrick, 1887
- C. polygraphata Hampson, 1912
- C. primivernalis Warren, 1907
- C. protrusata Warren, 1902
- C. pugnax Prout, 1958
- C. punctinervis Holloway, 1976
- C. punicea Philpott, 1923
- C. pygmaeica Prout, 1958
- C. pyrrholopha Turner, 1907
- C. pyrsodonta Turner, 1922
- C. recensitaria Walker, 1862
- C. rectaria Hampson, 1903
- C. regularis Warren, 1895
- C. rhodopis Prout, 1958
- C. rietzi Karisch & Hoppe, 2011
- C. rivalis Philpott, 1916
- C. roetschkei Karisch & Hoppe, 2011
- C. rostrata Guenée, 1858
- C. rotundaria Swinhoe, 1902
- C. rubella Philpott, 1915
- C. rubicunda Prout, 1934
- C. rubifusa Warren, 1895
- C. rubrinotata Warren, 1893
- C. rubroviridis Warren, 1896
- C. rufibasalis Warren, 1903
- C. rufipellis Meyrick, 1927
- C. rufitincta Warren, 1898
- C. rufofasciata Rothschild, 1913
- C. rufogrisea Holloway, 1976
- C. ruptiscripta Warren, 1904
- C. sandycias Meyrick, 1905
- C. schoenei Karisch, 2008
- C. semialbata Walker, 1863
- C. seminotata Warren, 1898
- C. semiscripta Warren, 1906
- C. semochlora Meyrick, 1919
- C. senex Debauche, 1938
- C. sierraria Swinhoe, 1904
- C. sinuosa Swinhoe, 1895
- C. socotrensis Herbulot, 1994
- C. solidifascia Prout, 1929
- C. sordida Warren, 1903
- C. speciosa Swinhoe, 1902
- C. sphragitis Meyrick, 1887
- C. spinosa Inoue, 1971
- C. spissidentata Warren, 1893
- C. stenophrica Turner, 1931
- C. subcinctata Prout, 1915
- C. subcomosa Warren, 1901
- C. subcostalis Hampson, 1893
- C. subpalpata Prout, 1958
- C. subusta Warren, 1895
- C. suffusa Hudson, 1928
- C. suspiciosa Inoue, 1982
- C. taraxichroma Prout, 1958
- C. taxata Herbulot, 1981
- C. telygeta Prout, 1932
- C. testulata Guenée, 1858
- C. thaumasta Prout, 1925
- C. thermastobrita Fletcher D. S., 1958
- C. toreumata Prout, 1937
- C. torninubis Prout, 1929
- C. tornospila Meyrick, 1931
- C. tortuosa West, 1929
- C. trichophora Hampson, 1895
- C. tridentata Fletcher D. S., 1958
- C. tumefacta Prout, 1917
- C. turgidata Walker, 1866
- C. urticae Hudson, 1929
- C. variospila Warren, 1895
- C. vata Haworth, 1809
- C. velutina Warrern, 1897
- C. vieta Hudson, 1951
- C. viridata Warren, 1895
- C. viridescens Warren, 1895
- C. viridigrisea Prout, 1937
- C. woodjonesi Prout, 1958
- C. xanthocomes Prout, 1922
- C. xenisma Prout, 1958
- C. zatricha Meyrick, 1913
- C. zhuoxinensis Yang, 1978